# Trichoplusia viettei
Trichoplusia viettei là một loài bướm đêm trong họ Noctuidae.